# 비르제부자

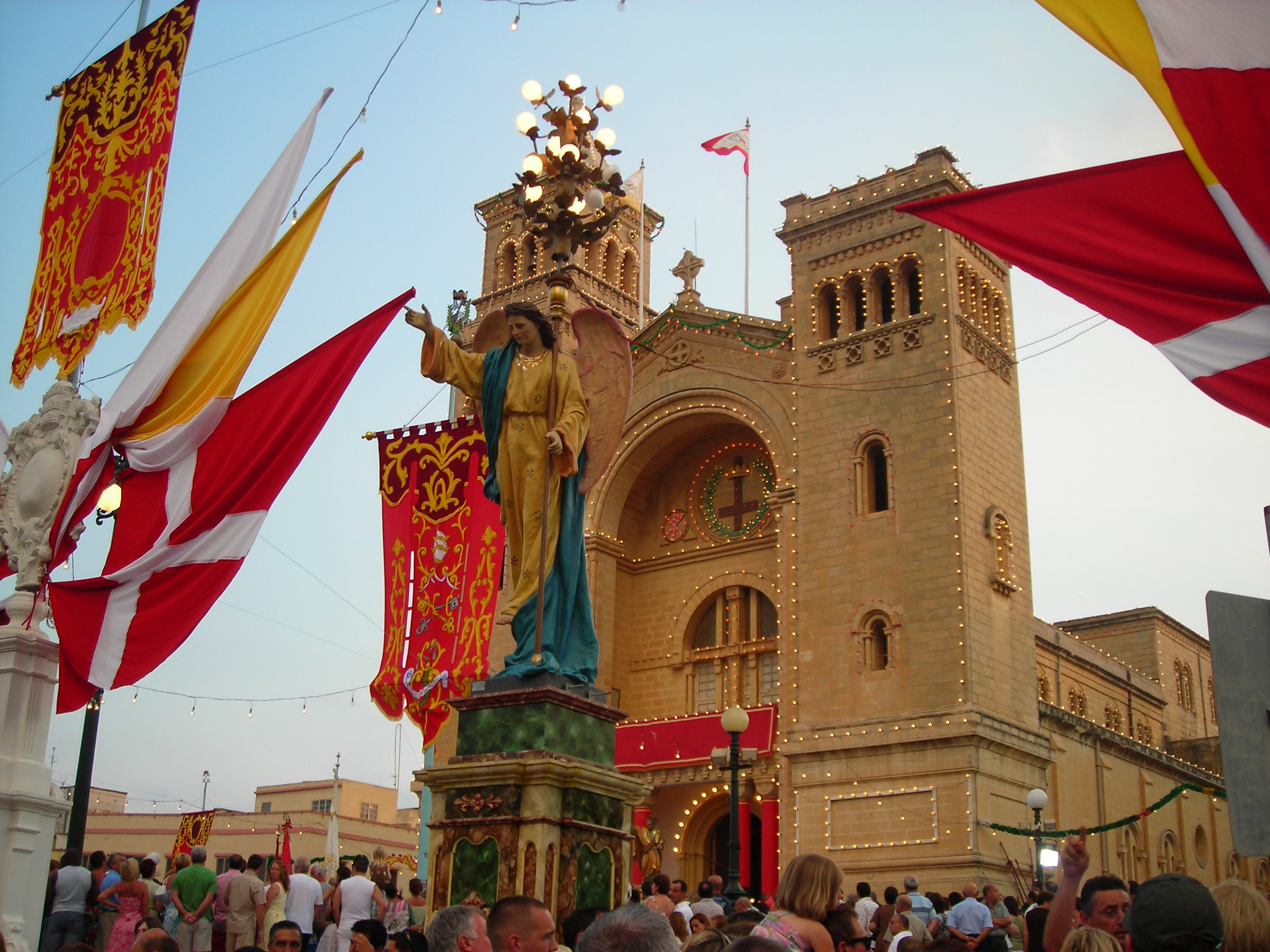
비르제부자에 위치한 성당의 모습

비르제부자의 위치

비르제부자(몰타어: Birżebbuġa)는 몰타 남동부에 위치한 도시로 면적은 9.2km2, 높이는 20m, 인구는 9,977명(2013년 3월 기준)이다. 도시 이름은 몰타어로 "올리브의 우물"을 뜻한다. 수도 발레타에서 약 13km 정도 떨어진 곳에 위치하며 마르사실로크와 가까운 편이다. 1989년에 열린 조지 H. W. 부시 미국 대통령과 미하일 고르바초프 소련 공산당 서기장 간의 몰타 회담이 열린 곳이기도 하다.